# إد كيركباتريك
إد كيركباتريك (بالإنجليزية: Ed Kirkpatrick)‏ هو لاعب كرة قاعدة أمريكي، ولد في 8 أكتوبر 1944 في سبوكين في الولايات المتحدة، وتوفي في 15 نوفمبر 2010 في ميسيون فيجو في الولايات المتحدة بسبب سرطان.